# Une révision
Pour plus de détails, voir Fiche technique et Distribution.
Une révision est un film dramatique québécois, réalisé par Catherine Therrien et sorti en 2021.
Il s'agit du premier long métrage de cinéma de la réalisatrice.
Le film met en vedette Patrice Robitaille dans le rôle d'Étienne Brasseur, ainsi que Nour Belkhiria (en) dans le rôle de l'étudiante Nacira Abdeli. Au casting du film figurent également Rabah Aït Ouyahia (en), Pierre Curzi, Vincent Bellefleur, Anne-Élisabeth Bossé, Édith Cochrane, Isabelle Giroux, Michel Laperrière, Rose-Marie Perreault et Joe Rohayem.
Le film est présenté en avant-première au Festival du film francophone d'Angoulême en août 2021,, puis au Canada le 2 novembre 2021, en tant que film d'ouverture du festival du film Cinemania.

## Synopsis
Étienne Brasseur, un professeur de philosophie, traverse une crise de foi après avoir interagi avec Nacira Abdeli - interprétée par Nour Belkhiria - une étudiante musulmane qui débat et remet en question ses valeurs.

## Fiche technique
Sources : IMDb et Films du Québec
- Titre original : Une révision
- Réalisation : Catherine Therrien
- Scénario : Louis Godbout (en) et Normand Corbeil (en)
- Musique : Philippe Brault (en)
- Conception artistique : Caroline Alder
- Costumes : Mélodie Wronski
- Maquillage : Jeanne Lafond
- Coiffure : Chantal Bergeron
- Photographie : Mathieu Laverdière (en)
- Son : Thierry Bourgault D'Amico, Marie-Claude Gagné, Luc Boudrias (en)
- Montage : Arthur Tarnowski
- Production : Denise Robert
- Société de production : Cinémaginaire
- Société de distribution : Les Films Séville
- Budget : entre 1,5 et 2 millions $ CA
- Pays de production :  Canada
- Tournage : en août 2020, pendant 25 jours à Montréal et environs
- Langue originale : français
- Format : couleur
- Genre : drame
- Durée : 96 minutes
- Dates de sortie :
  - France : 25 août 2021 (première au Festival du film francophone d'Angoulême)
  - Canada : 
    - 2 novembre 2021 (première québécoise en ouverture de la 27e édition du Festival de films francophones Cinemania)[6]
    - 4 novembre 2021 (sortie en salle au Québec)
    - 15 février 2022 (VSD)[7]
- Classification :
  - Québec : Visa général[8]

## Distribution
- Patrice Robitaille : Étienne Brasseur
- Nour Belkhiria (en) : Nacira Abdelli
- Rose-Marie Perreault : Maude Bellavance
- Anne-Élisabeth Bossé : Rachel Perreault
- Rabah Aït Ouyahia (en) : Mehdi Abdelli, le père de Nacira
- Édith Cochrane : Sylvie Lambert, directrice des études et de la réussite scolaire
- Pierre Curzi : Jacques Lamoureux
- Gabriel Sabourin : Victor Gauthier
- Michel Laperrière : Jean lamothe, coordinateur du département de philosophie
- Sam Ghez : Karim Nakache, étudiant
- Robin L'Houmeau : Léo Massicotte, étudiant
- Jonathan St-Armand : Maxime Tremblay, étudiant
- Sarah-Maude Beauchesne : attachée de presse
- Evelyne de la Chenelière : Marie-Paule Viau
- Isabelle Giroux : Gabrielle Lessard, invitée radio
- Kathleen Fortin : Nicole Poirier, bureau de la protection des étudiants
- Jocelyn Blanchard : Denis Caron, SOS intolérance

## Prix
| Prix      | Date de la cérémonie | Catégorie                           | Destinataire(s)                                                   | Résultat   | Ref(s) |
| --------- | -------------------- | ----------------------------------- | ----------------------------------------------------------------- | ---------- | ------ |
| Prix Iris | 2022                 | Meilleur acteur                     | Patrice Robitaille                                                | Nomination | [ 9 ]  |
| Prix Iris | 2022                 | Meilleure actrice                   | Nour Belkhiria                                                    | Nomination | [ 9 ]  |
| Prix Iris | 2022                 | Meilleur acteur dans un second rôle | Rabah Aït Ouyahia                                                 | Nomination | [ 9 ]  |
| Prix Iris | 2022                 | Meilleur scénario                   | Louis Godbout, Normand Corbeil                                    | Nomination | [ 9 ]  |
| Prix Iris | 2022                 | Prix du Public                      | Denise Robert, Catherine Therrien, Louis Godbout, Normand Corbeil | Nomination | [ 9 ]  |